# Góra (powiat wejherowski)
Góra (dodatkowa nazwa w j. kaszub. Gòra) – wieś kaszubska w Polsce położona w województwie pomorskim, w powiecie wejherowskim, w gminie Wejherowo. Nieopodal funkcjonuje przystanek kolejowey Góra Pomorska.
Wieś jest siedzibą sołectwa, w skład którego wchodzi także miejscowość Paradyż. Miejscowość znajduje się na trasie zawieszonej obecnie linii kolejowej Wejherowo-Choczewo-Lębork (linia ta w latach 80. XX wieku miała stanowić element zelektryfikowanego połączenia do Elektrowni Jądrowej w Żarnowcu – perspektywicznego rozszerzenia sieci trójmiejskiej SKM). W ostatnich latach sieć trakcyjna została całkowicie zdemontowana, a ruch na linii zawieszony. Obecnie połączenie z Bolszewem i Wejherowem zapewnia linia autobusowa nr 1 organizowana przez MZK Wejherowo.
W latach 1975–1998 miejscowość należała administracyjnie do województwa gdańskiego.
W miejscowości znajduje się rzymskokatolicka parafia św. Mateusza Apostoła, należąca do dekanatu Luzino, archidiecezji gdańskiej.
Podczas zaboru pruskiego wieś nosiła nazwę niemiecką Gohra. Podczas okupacji niemieckiej w 1942 roku nazwa Gohra została zweryfikowana przez nazistowskich propagandystów niemieckich (w ramach szerokiej akcji odkaszubiania i odpolszczania nazw niemieckiego lebensraumu) jako zbyt kaszubska i przemianowana na nowo wymyśloną i bardziej niemiecką – Bergen, którą w 1943 roku po raz kolejny zmieniono na Rhedaberg.
Ludność miejscowości w latach:
- 1910 – 383 mieszkańców[7]
- 2006 – 628 mieszkańców
- 2012 – 807 mieszkańców
- 2014 – 855 mieszkańców
- 2020 – 949 mieszkańców
- 2022 - 944 mieszkańców[8]

## Zabytki
Według rejestru zabytków NID na listę zabytków wpisane są:
- zespół ruralistyczny wsi, nr rej.: A-1091 z 10.06.1985
- kościół parafialny pw. św. Mateusza Apostoła, 1911-13, nr rej.: A-1757 z 9.05.2005
- cmentarz kościelny, j.w.